# Kai Jakob
Kai Jakob (* 25. September 1980 in Hanau) ist ein deutscher Fotograf, Kurator und Historiker.

## Leben und Wirken
Jakob legte im Jahr 2000 an der Hanauer Otto-Hahn-Schule das Abitur ab und erlangte 2001 am SAE Institute ein Zertifikat zum Mediendesigner. Von 2002 bis 2005 absolvierte er eine Ausbildung zum Fotodesigner an einer Berliner Privatschule und in New York City. Später studierte er Kunst- und Bildgeschichte sowie Medienwissenschaft an der Humboldt-Universität zu Berlin und beendete das Studium 2015 mit der Arbeit „Das Selfie – Vom Selbstporträt zum Selbstbild“.
Nach der ersten fotografischen Ausbildung arbeitete Jakob freiberuflich hauptsächlich als Modefotograf. Dazu wirkte er als Assistent und Digital Operator für namhafte Fotografen in den Bereichen der Werbefotografie sowie als Studio-Koordinator bei größeren Produktionen. 2002 begann er, sich mit dem Fotografie-Segment der Systematic Documentation auseinanderzusetzen. Hierbei bildete die urbane Kunst sein Hauptinteressensgebiet. Später kamen weitere urbane Themen hinzu und der fotografische Fokus bewegte sich immer mehr weg von der Modefotografie hin zur Kunstfotografie.
Erste Publikationen erschienen ab 2008, wobei Jakob sich als Autor, Fotograf und als Gestalter betätigte. Schon während seines Studiums war er als Kurator tätig. Ab 2017 beschäftigte er sich mit der Archäologie; dabei wirkte er bei zahlreichen Ausgrabungen, beispielsweise zu meso- und neolithischen als auch eisenzeitlichen Gräberfeldern, römischen villae rusticae und Gräberfeldern und auch bei mittelalterlichen Grabungssituationen und in der Weltkriegsarchäologie mit. Ab 2019 setzte er sich ausgiebiger mit der  systematischen Inventarisierung von Kulturgut auseinander und übernahm in diesem Bereich Aufträge. Seit 2021 arbeitet er im Bereich Sammlungen und Forschung an der Digitalisierung und Inventarisierung an den Städtischen Museen Hanau.
Jakob ist Mitglied des Hanauer Geschichtsvereins 1844 sowie des Heimat- und Geschichtsvereins Steinheim am Main. Von 2018 bis 2020 war er Mitglied im Vorbereitungskomitees zu „700 Jahre Stadtrechte Steinheim“, und er engagiert sich in der Stadtteilentwicklung des Hanauer Stadtteils.

## Publikationen
- Street Art in Berlin. Jaron Verlag, Berlin 2008, ISBN 978-3-89773-579-8, 9. aktualisierte Auflage 2020, ISBN 978-3-89773-094-6.
- Street Art – Kreativer Aufstand einer Zeichenkultur im urbanen Zwischenraum. In: Sandra-Maria Geschke (Hrsg.): Straße als kultureller Aktionsraum: Interdisziplinäre Betrachtungen des Straßenraumes an der Schnittstelle zwischen Theorie und Praxis. VS Verlag für Sozialwissenschaften, 2009, S. 73–97.
- Urban Art Berlin. Jaron Verlag, Berlin 2009, ISBN 978-3-89773-665-8; aktualisierte Neuausgabe 2022, ISBN 978-3-89773-876-8.
- Street Art New York – Berlin. Jaron Verlag, Berlin 2010, ISBN 978-3-89773-646-7.
- Mit Theresa Ebeling, Maximilian Hinrich, Janine Noack (Hrsg.): Geliebter Führer – Briefe der Deutschen an Adolf Hitler. Vergangenheitsverlag, Berlin 2011. ISBN 978-3-940621-44-3.
- Watergate X. Berlin 2012.